# Блері-Сен-Семфор'ян
Блері́-Сен-Семфор'я́н (фр. Bleury-Saint-Symphorien) — колишній муніципалітет у Франції, у регіоні Центр — Долина Луари, департамент Ер і Луар. Населення — 1320 осіб (2011). Утворений 1 січня 2012 року шляхом об'єднання муніципалітетів Блері та Сен-Семфор'ян-ле-Шато.
Муніципалітет був розташований на відстані близько 60 км на південний захід від Парижа, 70 км на північ від Орлеана, 22 км на схід від Шартра.

## Історія
1 січня 2016 року Блері-Сен-Семфор'ян і Оно було об'єднано в новий муніципалітет Оно-Блері-Сен-Семфор'ян.

## Демографія
Динаміка населення (INSEE ):

## Економіка
2010 року серед 918 осіб працездатного віку (15—64 років) 723 були активними, 195 — неактивними (показник активності 78,8%, у 1999 році було 76,7%). З 723 активних мешканців працювало 688 осіб (355 чоловіків та 333 жінки), безробітними було 35 (19 чоловіків та 16 жінок). Серед 195 неактивних 92 особи були учнями чи студентами, 64 — пенсіонерами, 39 були неактивними з інших причин.

У 2010 році в муніципалітеті числилось 305 оподаткованих домогосподарств, у яких проживали 858,5 особи, медіана доходів виносила 24 347 євро на одного особоспоживача